# Френо, Андре
Андре Френо (фр. André Frénaud; 26 июля 1907, Монсо-ле-Мин, Сона и Луара — 21 июня 1993, Париж) — французский поэт.

## Биография
Учился в Дижоне, изучал философию и право в Париже. Преподавал французский во Львовском университете (тогда — Польша), путешествовал по СССР, Испании, Италии. В 1937—1967 — на различных постах в публичной администрации.
Мобилизованный в 1939, попал в немецкий плен, два года провел в заключении в Бранденбурге, бежал. По фальшивым документам вернулся во Францию. Принял участие в подпольных антифашистских изданиях, в частности, публиковался в подпольном издательстве своего друга Поля Элюара под псевдонимом Benjamin Phelisse, участвовал в знаменитой антологии Честь поэтов (1943).
Дружил с художниками Раулем Юбаком и Жаном Базеном, писал об искусстве, его книги выходили с иллюстрациями крупнейших мастеров (Жоан Миро, Фернан Леже, Андре Массон, Жан Дюбюффе, Мария Элена Виейра да Силва, Эдуардо Чильида и др.).

## Избранные издания
- Les Rois mages. Villeneuve-les-Avignon: Seghers, 1943 (исправл. и дополн. изд. 1966, 1977)
- Poèmes de dessous le plancher suivi de La Noce noire. Gallimard, 1949
- Il n’y a pas de paradis. Gallimard, 1962 (переизд. 1967)
- L'Étape dans la clairière. Gallimard, 1966
- La Sainte face. Gallimard, 1968 (переизд. 1985)
- Depuis toujours déjà. Gallimard, 1970.
- Notre inhabileté fatale. Gallimard, 1972 (интервью)
- La Sorcière de Rome. Gallimard, 1973.
- Haeres. Gallimard, 1982 (переизд. 2006)
- Raoul Ubac et les fondements de son art. Éditions Adrien Maeght, 1984 (эссе о Р.Юбаке)
- Nul ne s'égare. Gallimard, 1986 (переизд. 2006)
- Glose à la sorcière. Gallimard, 1995

## Признание
Дань уважения Френо воздавали многие сверстники поэта (Кено, Тардьё) и мастера следующих поколений (Ив Бонфуа, Жак Реда). Ему были присуждены Большая премия Французской Академии (1973), Большая национальная поэтическая премия (1985). Стихи переведены на многие языки, включая русский.

## Наследие
В 1999 вдова поэта передала в дар городу Отён (Сона и Луара) 95 произведений живописи, графики, скульптуры из частной коллекции их семьи. В настоящее время в музее Ролена под эту коллекцию отведен специальный зал. В нём, среди других, выставлены произведения Жака Вийона, Дюбюффе, Эстева, Юбака.

## Публикации на русском языке
- Френо. Гильвик: Из французской поэзии. М.: Прогресс, 1969